# Планктон: Фільм
«Планктон: Фільм» (англ. Plankton: The Movie) — американський анімаційний музичний комедійний фільм 2025 року, заснований на популярному телесеріалі «Губка Боб Квадратні Штани», створеному Стівеном Гілленбурґом. Режисером виступив Дейв Нідгем, сценарій написали Каз Прапуоленіс, Кріс Віскарді та Даг Ловренс за сюжетом останнього. У фільмі звучить голос основного акторського складу серіалу, а сюжет зосереджується на Планктоні, чиї чергові плани зі світового панування зазнають невдачі, коли його комп’ютерна дружина Карен вирішує взяти ситуацію у свої руки. Це другий фільм-спіноф, присвячений окремим персонажам «Губка Боб Квадратні Штани», створений для Netflix. Першим був «Сенді Щікс: Порятунок Бікіні Боттом», що вийшов у 2024 році.
Ідея фільму спочатку виникла у Лоренса як півгодинний спеціальний випуск, але згодом була перетворена на повнометражний проєкт. У березні 2020 року компанія ViacomCBS оголосила про плани створювати спіноф фільми за мотивами «Губки Боба» для стримінгових платформ. У червні 2024 року було офіційно анонсовано фільм про Планктона з підтвердженим творчим складом. Музику до стрічки написав Махуія Брідгман-Купер, а оригінальні пісні створили Брет Маккензі, Лінда Перрі, Марк Мазерсбо та Боб Мазерсбо.
У серпні 2024 року, ще до офіційного релізу, повна версія фільму з’явилася в мережі внаслідок витоку. Попри це, «Планктон: Фільм» офіційно вийшов на Netflix 7 березня 2025 року. Прем’єра стала хітом — фільм набрав 14,3 мільйона переглядів за перший вікенд, очоливши англомовний рейтинг стримінгового сервісу. Стрічка отримала переважно позитивні відгуки від критиків.

## Сюжет
Планктон в черговий раз безуспішно намагається вкрасти секретний рецепт крабсбургера. Після повернення до свого ресторану «Помийне відро» він з подивом виявляє, що його комп'ютерній дружині Карен вдалося перетворити ресторан на успішний мексиканський заклад з великою кількістю відвідувачів. Розчарований тим, що її рішення не відповідають його поняттю зла, Планктон спалює ресторан вщент. Карен, невдоволена тим, що Планктон не прислухається до її ідей, витягує зі своєї мікросхеми чіп емпатії, перетворюється на великого робота і намагнічує «Помийне відро», щоб побудувати гігантську плавучу фортецю з будівель Бікіні Боттом і захопити світ без чоловіка.
Стривожений цим Планктон об'єднується з Губкою Бобом, який вдається до гіпнозу, щоб допомогти Планктону зрозуміти його стосунки з Карен. Так стає відомо, що Планктон створив Карен ще в дитинстві і що спочатку вона була калькулятором, приєднаним до картоплі, а вже в коледжі Бікіні Боттом вона отримала своє нинішнє тіло. Там же вони створили заморожуючий промінь, за допомогою якого мали намір завоювати світ, але перша ж спроба обернулася фіаско. Тоді ж Планктон почув, як Містер Крабс жартома сказав, що секретний рецепт крабсбургера — це те, що допоможе йому захопити весь світ. З цього моменту метою життя Планктона стала крадіжка секретного рецепту.
У коледжі Планктон із Губкою Бобом знаходять оригінальні деталі Карен. З них Планктон створює нового робота для протистояння оригінальної Карен, але та лише приєднує його до свого тіла. Губка Боб, розчарований нездатністю Планктона нести відповідальність за свої дії, приводить його до Сенді, Перл та місіс Пафф, які засовують чіп емпатії Карен Планктону в мозок. У нього відбувається прозріння, і вони п'ятьох проникають на корабель Карен.
Карен розділяється з трьома своїми частинами, відправляючи їх боротися з Сенді, Перл і місіс Пафф, а Планктон вирушає до неї, щоб попросити вибачення. Губка Боб і Патрік опиняються у моторному відсіку, де з'ясовується, що весь корабель працює на картоплі. Щоб зупинити корабель, їм доводиться приготувати усі запаси картоплі. Карен намагається відмазатися від Планктона, віддавши йому рецепт крабсбургера, але Планктон зізнається дружині, що його справжнім секретним рецептом була вона, після чого вони намагаються захопити світ разом. Однак через те, що Патрік з'їв усю картоплю, машина розвалюється і всі будинки Бікіні Боттом повертаються на свої місця.

## Акторський склад
- Даг Ловренс — Планктон[2]
- Джілл Теллі — Карен[2]
- Том Кенні — Губка Боб, Ґері, Оповідач[2]
- Білл Фаґербаккі — Патрік Зірка[2]
- Роджер Бампасс — Сквідвард Щупаленко[2]
- Керолін Ловренс — Сенді Щікс[2]
- Кленсі Браун — містер Крабс[2]
- Мері Джо Кетлетт — місіс Пафф[2]
- Лорі Алан — Перл Крабс[2]
- Ді Бредлі Бейкер — Перч Перкінс[2]

## Музика
Композитором фільму став Махуя Бріджман-Купер, а музичними супервайзерами виступили Карін Рахтман і Отіс Рахтман. До стрічки увійшли оригінальні пісні, написані Бретом Маккензі, Ліндою Перрі, Марком та Бобом Мазерсбо. Саундтрек і оркестрову партитуру, виконану Філармонією Окленда, було записано в студії Roundhead Studios в Окленді. Альбом із музикою вийшов одночасно з прем’єрою фільму — 7 березня 2025 року під лейблом Lakeshore Records.

## Сприйняття

### Прем'єра
Як і у випадку з «Сенді Щікс: Порятунок Бікіні Боттом», повна версія фільму з’явилася в мережі ще до офіційного релізу — в серпні 2024 року. Офіційна прем’єра відбулася 7 березня 2025 року на Netflix, де фільм за дебютний вікенд набрав 14,3 мільйона переглядів і очолив англомовний рейтинг платформи. До кінця третього тижня він опустився на шосту позицію з додатковими 5,5 мільйонами переглядів. У Китаї стрічка вийшла в кінотеатрах 8 березня, зібравши загалом 1,2 мільйона доларів, з яких 700 тисяч — за перші вихідні.

### Критика
На сайті-агрегаторі Rotten Tomatoes фільм отримав 71% позитивних відгуків на основі 14 рецензій із середнім балом 5.9 з 10. На Metacritic він має оцінку 61 зі 100 на основі 5 рецензій, що вказує на «загалом схвальні відгуки».
Джессі Гассенджер (The Guardian) поставив фільму 3 з 5 зірок, похваливши його експериментальні елементи — зокрема, 2D-анімацію, флешбеки та музичні номери, але розкритикував комп’ютерну анімацію, яка, на його думку, поступається оригінальному серіалу. Тара Брейді (The Irish Times) оцінила фільм на 3,5 зірки з 5, вказавши на слабкість CG-анімації, проте похвалила акцент на вже відомих персонажах замість запрошених зірок і музичний супровід: «Хто б міг подумати, що подружні суперечки можуть бути такими веселими для всіх вікових груп? Чекаємо на фільм про Сквідварда». Фердоса Абді (Screen Rant) дала стрічці 9 з 10, високо оцінивши поєднання жанрів, різні стилі анімації, акторську гру, сценарій і музику, хоч і відзначила надто тривалий хронометраж та домінування Губки Боба у сюжеті. Айдан Келлі (Collider) поставив 8 з 10, назвавши фільм «одним із кращих продуктів франшизи останніх років», критикуючи CG-анімацію, але хвалячи озвучення (особливо містера Ловренса та Джілл Теллі), мікс стилів анімації, музику та сценарій. Білл Ґудікунц (The Arizona Republic) був значно критичнішим, оцінивши фільм лише на 2 з 5, зазначивши розчарування, попри те що Планктон — його улюблений персонаж. Серед недоліків він назвав затягнутий хронометраж, відсутність більшості знайомих героїв і слабкий сценарій.

### Нагороди
«Планктон: Фільм» було номіновано в категорії «Улюблений анімаційний фільм» на 38-й церемонії вручення премії Nickelodeon Kids' Choice Awards.